# Barbakan
Barbakan ali Barbakana ima v fortifikaciji dvojen pomen:
- Barbakan je mala utrdba ali palisada pred vhodom v trdnjavo. Postavljen pred trdnjavo. Naloga barbakana je bila večja zaščita vrat trdnjave. Najpogosteje je povezan z dvižnim mostom. Barbakan je bil nižja zgradba od trdnjave, zidovi so bili postavljeni tako, da niso dajali zaščito sovražnikovi vojski, če ga je osvojila ali če so ga branilci zapustili.
- Barbakan so lahko podporniki (kontraforji) mestnega obzidja. Če so zidovi utrdbe tanki ali prihaja do deformacij oziroma pokanja, so dodajali kontraforje.

Največji ohranjeni barbakan v Evropi je Barbacan v [[Krakow]u na Poljskem. Več barbakanov se nahaja v: 
- Görlitzu, v kulturno-zgodovinskem muzeju Görlitz,
- v Naumburgu na Saali na Marientor,
- v Jeni pri Pulverturmu,
- Rothenburg an der Tauber,
- v Aachnu na Ponttor,
- v Nürnbergu (obnovljen),
- v Varšavi (rekonstruiran),
- na Marienburgu,
- v mestnem gradu v Banski Bystrici,
- v Moskvi,
- v Yorku (Walmgate Bar) in
- v Fort de Salses v francoskih Pirenejih.

Čeprav majhen - barbakan stoji kot Torschutz pred gradom Frydlant v istoimnskem mestu na Češkem.